# شورآباد (شهداد)
شورآباد، روستایی است از توابع بخش شهداد شهرستان کرمان در استان کرمان ایران.

## جمعیت
این روستا در دهستان تکاب قرار داشته و براساس آخرین سرشماری مرکز آمار ایران که در سال ۱۳۸۵ صورت گرفته، جمعیت آن ۲۱۲نفر (۶۳خانوار) بوده‌است.

## وبلاگ ها
در وبلاگستان فارسی وبلاگی با نام شورآباد با محتوی طراحی شده و کاریکاتور هنرنمایی می‌کند.